# بیمارستان پیل مموریال
بیمارستان پیل مموریال (انگلیسی: Peel Memorial Hospital) یک بیمارستان ۳۷۷ تخت‌خوابی در برمپتون، انتاریو بود که در سال ۱۹۲۵ پایه‌گذاری شده و از سال ۱۹۸۸ میلادی، بخشی از شبکه سلامت ویلیام آسلر گشت. این بیمارستان ۱۸۰۰ کارمند داشت و تنها در سال ۲۰۰۱ میلادی، ۹۶٬۸۳۲ مراجعهٔ درمانگاهی، ۷۰٬۴۴۶ مراجعه‌کننده بخش اورژانس و ۲۲٬۸۸۹ بیمار بستری داشت. ۳۲۰ پزشک و ۶۰۰ نیروی داوطلب در این بیمارستان فعالیت داشتند.
این بیمارستان در سال ۲۰۰۷ بسته شد و پس از تخریب ساختمان آن و اختصاص یک بودجه ۵۳۰ میلیون دلاری، مرکز خدمات یکپارچه بهداشت و سلامت پیل مموریال در سال ۲۰۱۷ تکمیل و جایگزین آن گردید.